# Асінер
Асіне́р (рос. Асинер) — присілок в Кізнерському районі Удмуртії, Росія.
Населення становить 70 осіб (2010, 127 у 2002).
Національний склад (2002):
- удмурти — 92 %

Урбаноніми:
- вулиці — Джерельна, Центральна

## Відомі люди
В 1912–1915 роках у селі працював Баграшов Петро Миколайович, удмуртський письменник та публіцист.